# IC 3264
IC 3264 је елиптична галаксија у сазвјежђу Береникина коса која се налази на листи објеката дубоког неба у Индекс каталогу.
Деклинација објекта је + 25° 33' 25" а ректасцензија 12h 23m 51,9s. Привидна величина (магнитуда) објекта IC 3264 износи 15,0 а фотографска магнитуда 16,0.